# Григор Манасиев
Григор Манасиев е български просветен деец и революционер, войвода на Вътрешната македоно-одринска революционна организация.

## Биография
Манасиев е роден в град Кратово, тогава в Османската империя, днес в Северна Македония. Завършва Кюстендилското педагогическо училище, където членува в Младежкото македонско дружество.
По-късно става български учител в Кратово. Влиза във ВМОРО и ръководи Кратовския околийски революционен комитет. Активно участва в поддържането на революционния канал Кюстендил - Северозападна Македония. В 1897 година след Винишката афера за пренасяне на нелегална литература е арестуван от османските власти и жестоко изтезаван. Лежи в Прищинския затвор до 1901 година.
След излизането си от затвора, отново е учител в Кратово. В 1903 година в София организира и заедно с поручик Иван Топчев оглавява чета, която в началото на септември заминава за Македония заедно с четата на Никола Дечев, и четата на Атанас Мурджев и Тома Пожарлиев заминават за вътрешността. Манасиев е определен за кратовски районен войвода.
На 25 септември трите чети са обкръжени при кратовското село Луково от 7000 души редовна войска и башибозук. След 10-часово сражение четите се изтеглят, но войводите Иван Топчев и Никола Дечев загиват. Григор Манасиев е тежко ранен и се самоубива.